# Nastassia Mironczyk-Iwanowa
Nastassia Siarhiejeuna Mironczyk-Iwanowa (biał. Настасся Сяргееўна Мірончык-Іванова; ur. 13 kwietnia 1989 w Słucku) – białoruska lekkoatletka specjalizująca się w skoku w dal.
Po wyborach w 2024 roku Mironczyk-Iwanowa została posłanką Izby Reprezentantów Białorusi.

## Kariera sportowa
Zajęła ósme miejsce na rozegranych w 2005 mistrzostwach świata juniorów młodszych. W 2008 roku została wicemistrzynią świata juniorek, a rok później zdobyła srebrny medal młodzieżowych mistrzostw Starego Kontynentu. W finale mistrzostw świata w Berlinie (2009) zajęła 11. miejsce, a podczas czempionatu Starego Kontynentu w Barcelonie (2010) była szósta. Także na szóstym miejscu zakończyła halowych mistrzostw Europy w 2011. Tuż za podium – na czwartej lokacie – ukończyła start w mistrzostwach świata (2011), lecz po dyskwalifikacji Rosjanki Kuczerienko otrzymała brązowy medal. Medalistka mistrzostw Białorusi oraz reprezentantka kraju w drużynowych mistrzostwach Europy i meczach międzypaństwowych. 
Okazjonalnie startuje także w trójskoku (rekordy życiowe: 14,29 na stadionie, 2011; 14,00 w hali, 2011) – w 2009 roku z wynikiem 13,60 odpadła w tej konkurencji w eliminacjach na halowych mistrzostwach Europy. 
Rekordy życiowe w skoku w dal: stadion – 7,08 (12 czerwca 2012, Mińsk) / 7,22w (6 lipca 2012, Grodno); hala – 6,93 (3 marca 2019, Glasgow).

## Osiągnięcia
| Rok  | Impreza                                 | Miejsce   | Lokata            | Wynik |
| ---- | --------------------------------------- | --------- | ----------------- | ----- |
| 2005 | Mistrzostwa świata juniorów młodszych   | Marrakesz | 8. miejsce        | 6,08  |
| 2008 | Mistrzostwa świata juniorów             | Bydgoszcz | 2. miejsce        | 6,46  |
| 2009 | I liga drużynowych mistrzostw Europy    | Bergen    | 1. miejsce        | 6,74w |
| 2009 | Młodzieżowe mistrzostwa Europy          | Kowno     | 2. miejsce        | 6,76w |
| 2009 | Mistrzostwa świata                      | Berlin    | 11. miejsce       | 6,29  |
| 2010 | Superliga drużynowych mistrzostw Europy | Bergen    | 4. miejsce        | 6,48  |
| 2010 | Mistrzostwa Europy                      | Barcelona | 6. miejsce        | 6,75  |
| 2011 | Halowe mistrzostwa Europy               | Paryż     | 6. miejsce        | 6,48  |
| 2011 | Młodzieżowe mistrzostwa Europy          | Ostrawa   | 6. miejsce        | 6,54  |
| 2011 | Mistrzostwa świata                      | Daegu     | 3. miejsce        | 6,74  |
| 2012 | Halowe mistrzostwa świata               | Stambuł   | 5. miejsce        | 6,64  |
| 2012 | Igrzyska olimpijskie                    | Londyn    | 7. miejsce        | 6,72  |
| 2015 | Halowe mistrzostwa Europy               | Praga     | el. – 10. miejsce | 6,50  |
| 2015 | Mistrzostwa świata                      | Pekin     | 9. miejsce        | 6,66  |
| 2016 | Halowe mistrzostwa świata               | Portland  | 9. miejsce        | 6,56  |
| 2018 | Mistrzostwa Europy                      | Berlin    | 5. miejsce        | 6,58  |
| 2019 | Halowe mistrzostwa Europy               | Glasgow   | 2. miejsce        | 6,93  |
| 2019 | I liga drużynowych mistrzostw Europy    | Sandnes   | 1. miejsce        | 6,76w |
| 2019 | Mecz Europa – USA                       | Mińsk     | 1. miejsce        | 6,74  |
| 2019 | Mistrzostwa świata                      | Doha      | 5. miejsce        | 6,76  |
| 2021 | Halowe mistrzostwa Europy               | Toruń     | 4. miejsce        | 6,72  |
| 2021 | Igrzyska olimpijskie                    | Tokio     | el. – 14. miejsce | 6,55  |